# 楊譽 (弘治進士)
楊譽（1463年—？），字中美，浙江杭州府昌化縣民籍，餘姚縣人，明朝政治人物。

## 生平
成化二十二年（1486年）丙午科浙江鄉試第五十四名舉人。弘治九年（1496年）中式丙辰科會試第一百四十一名，三甲第九十九名進士。

## 家族
曾祖楊宗玘；祖父楊伯生；父楊禮，母黃氏。慈侍下。